# Drâmbar
Drâmbar – wieś w Rumunii, w okręgu Alba, w gminie Ciugud. W 2011 roku liczyła 401 mieszkańców.